# 黃昏色的詠使
《黃昏色的詠使》（日语：黄昏色の詠使い）是細音啟撰寫，竹岡美穗繪製插畫的輕小說作品，本作第一冊《夏娃在黎明時微笑》得到第18屆Fantasia長篇小說大賞佳作，由富士見書房的富士見Fantasia文庫出版，中文版繁體版由台灣角川、簡體版則是天聞角川代理發行，譯者為青心。於2008年這本輕小說真厲害！的讀者票選中得到第9名，2009年得到第11名，2010年則獲得第6名的名次。10集完結。

## 作品簡介
故事發生在能夠使用名為名詠式的召喚魔法自由召喚各種物體和生物的幻想世界。描寫環繞在名詠專門學校與名詠式的各種事件與透過這些事件而成長的少年少女們。詠唱名詠時會使用獨特的「瑟拉菲諾音語」。

## 登場人物

### 主要角色
奈特・耶雷米亞斯
轉入多雷米亞學院的少年，13歲（第一卷當時，以下皆同）。於6歲時離開孤兒院，成為伊芙瑪麗的養子。為完成母親與某人的約定，專攻獨立於五色名詠外的夜色名詠。第一卷時帶著名為阿瑪的小型爬蟲類。
身材細小，擁有一頭夜色頭髮及夜色的眼睛，中性的臉孔，性格內向害羞，能積極面對挫敗。被艾達稱為「小不點」， 桑吉絲則稱為「奈迪」，與庫露耶露十分親近也十分想要待在庫露耶露身旁，喜歡庫露耶露。
他詠喚出的真精是〈敵對者〉和〈創始之女〉。
「奈特」在「瑟拉菲諾音語」中代表「黎明」
庫露耶露・索菲尼特
就讀多雷米亞學院的少女，16歲。一年B班班級幹部，為人熱心助人，性格開朗，很受男生歡迎，但本人卻沒有感覺。常為轉學生奈特操心。專攻紅色名詠。
擁有及腰的緋紅色頭髮，深藍色瞳孔
曾經害怕名詠，但在奈特的支持下，接受了名詠，成績亦突飛猛進。從此可以不用<讚來歌>而使用「後罪」完成名詠，甚至可以同時喚出兩隻不同的小型精命。
她詠喚出的真精是黎明的神鳥，體內則藏有「空白的真精孤挺花」=紅色的背約者=違背那項約定者
凱因茲・亞溫凱爾
在20多歲就因精通五色名詠而被神格化的傳說名詠士。因他的成就而得到虹色名詠士這個稱號，同時亦是組織A小調第十一號。
和伊芙瑪麗、澤塞爾、米拉與安妮等人是艾爾法多名詠學舍的同學。少時就立志要一人精通五色名詠，創造出融合五色的虹色名詠，認同伊芙瑪麗的志向，彼此訂下看誰較快完成自己的名詠式的約定。
時常穿著枯草色外套，那是過去伊芙瑪麗所送給他的禮物。對伊芙瑪麗有著淡淡的情愫，而兩人的關係也非常曖昧。
伊芙瑪麗・耶雷米亞斯
有著濡羽色頭髮的女性，奈特的養母。夜色名詠的創造者。
患有家族遺傳病，心知自己不久於人世，所以堅持要完成不同於五色名詠的夜色名詠，結果遭到學校師生的嘲諷，唯有凱因茲願意相信她。兩人訂下約定，看誰較快完成自己的名詠式，只要一方成功，另一個人就要去找對方。
感念幫助自己脫離孤獨的凱因茲，想要像他一樣幫助有同樣痛苦的人，於是收留了奈特。
死後成為夜色名詠的真精〈創始之女〉夏娃。

### 一年B班
蜜歐・藍提亞
就讀多雷米亞學院的少女，16歲，和庫露耶露是好朋友。擁有一頭金髮及一張娃娃臉，成績在班上是第一名，全級第二名。十分憧憬凱因茲。專攻綠色名詠。
艾達・優恩・吉爾休費薩
就讀多雷米亞學院的男性化少女，16歲，專攻白色名詠。出生在以送還名詠生物為家業的家族，創下有史以來年紀最輕就得到「祓戈的極致者」稱號的紀錄。
桑吉絲・歐菲利亞
就讀多雷米亞學院，艾達的同學。身高高窕的運動型少女。十分了解艾達。專攻黃色名詠。
歐馬・廷奈爾
男子委員長，和奈特比較相熟的同學。專攻黃色名詠。
琪莉葉・伊雷森
料理研究部的副部長。專攻藍色名詠。婷卡的親戚

### 多雷米亞學院
哲亞・洛得菲爾校長
披著斗篷的嬌小老人，個性柔和。專攻綠色名詠。
他詠喚出的真精是疾龍
潔西卡・雷賓迪亞教務主任
帶著眼鏡的女性，比起教師還更接近校長秘書。在艾爾法多名詠學舍時代擔任凱因茲等人的級任老師。
凱特・雷歐・謝利
留著及肩金髮的女性。奈特等人就讀的一年B班級任導師，剛上任不久。專攻藍色名詠。
安妮・雷比尼西亞
穿著白衣，個性文靜的女性教師。和米拉與澤塞爾是學生時代起的兒時玩伴，也是凱因茲與伊芙瑪麗在艾爾法多名詠學舍時代的同學。
平時雖是冷靜，但有著專注在一個事物上後會看不見身旁的缺點。
專攻白色名詠。
米拉・凱・安杜朗斯
披著深藍色披肩，冷靜沉著的男性教師。
熟練於書本上的知識，但在實踐上似乎不是很在行，尤其是運動方面的，例如游泳。專攻藍色名詠。
澤塞爾・海亞斯克
披著紅色斗篷，豪放的男性教師。專攻紅色名詠。
與米拉是從小常常互相打鬧的好友二人組。

### Ａ小調
第一號—克勞斯．優恩．吉爾休費薩
祓名民的首領、Ａ小調的統帥，同時也是Ａ小調的創辦人。艾達之父。
第二號「大特異點」—涅西利斯
競鬥宮的霸者，藍色的大特異點，是可對外冠上最強稱號的名詠士。有著能隨時召喚特異個體的才能。與香緹有過段淵源。
他詠喚出的真精是大海蛇。
第三號—路法．翁恩．吉爾休費薩
祓名民的長老。年近七十。克勞斯幼年時期的訓練師父。是艾達的祖父同時也是啟蒙老師。
第五號—婷卡．伊雷森
名詠生物學者，同時有著醫生執照。
第六號「歌后姬」—香緹．伊．索馬
擁有魔性嗓音的歌姬，比起音響鳥更喜歡詠出音響蝶來做通訊。
第九號「舞鞋」—莎莉娜露華．安德柯特
不管道哪總是穿著雙鮮紅色的高跟鞋，是個不折不扣的工作狂，據本人自稱，「每天進食一次」。
第十一號「虹色名詠士」—凱因茲・亞溫凱爾
詳細參照「主要角色—凱因茲」

### 吉爾名詠學舍
海倫・史福雷尼克特爾
有著棕色眼眸、葡萄酒色的頭髮在頸部紮成一束，予人深刻印象的少女。專攻藍色名詠
2年生。吉爾名詠學社學生決鬥代表唯一的女生。
雷菲斯
有著一頭長及背部的銀髮，嫩綠色的雙眸。
2年生，17歳。與奈特一樣是孤兒，少時被約書亞所收為徒弟。繼承了灰色名詠。
他詠喚出的真精是十二銀盤的王盾者

### 其他
約書亞
灰色名詠的名詠士，和米修達爾有著類似的不幸遭遇。灰色名詠士是他和米修達爾共同完成的，學生是雷菲斯。
他詠喚出的真精是十二銀盤的王盾者
米修達爾・歐烏・羅茲菲倫
帶著瘋狂氣息的灰色名詠士，在失去自己深愛的女子蕾茵之後，將自己的全部奉獻給灰色名詠，蕭曾經評論他是個追尋王者的敗者。
他詠喚出的真精是十二銀盤的王劍者。
蕭(Xeo)
空白名詠的使用者。名字和奈特所意味的「黎明」相對，代表的是「夜」。
法烏瑪．費利．佛希魯貝魯
擁有最美聲音的公主。就凱因茲所言，其音色更甚於A小調第六號歌后姬。患有出血性的皮膚病。
阿爾維爾．海爾威倫多
和艾達相同，同為祓名民。
緹希耶菈．李．涅菲凱魯拉
被阿爾維爾稱為「大姊」。專攻黃色名詠。黃色的大特異點。
她詠喚出的真精是雷鳥

### 真精
阿瑪迪斯
孤挺花
拉斯提海特
米克維克斯
卡魯拉

## 世界觀

### 名詠技術架構
名詠式
使用和召喚對象相同顏色的「觸媒」以及歌頌對象名字的「讚來歌」召喚物體的技術。被召喚的對象會與同色光芒一同穿越「名詠門」出現。
依照顏色分為五個系統，分別為紅（Keinez）、藍（Ruguz）、黃（Surisuz）、綠（Beorc）、白（Arzus）。學生一般來說會從這五種顏色選出一種專攻色。學習多種顏色相當困難，通常一個人一生能修得的上限為三種顏色。
名詠從簡單到複雜分為好四個等級。等級最高的稱為「第一音階名詠」（High Noble Aria），接下來為「第二音階名詠」（Noble Aria），「第三音階名詠」（Prime Aria）以及「第四音階名詠」（Common Aria）。
觸媒
使用名詠式時不可或缺的道具，用來和名詠對象進行波長交換並召換。
分為天然物品和人工物品兩種，天然物品的觸媒優劣大致上已分析完畢，而人工物能夠以不同的排列組合進行。
只要顏色相同，大部份的東西都可以用來召換，像是繪畫用具、圖畫紙、寶石、火焰、線、絨毯等等。其中也有必須使用特定觸媒的名詠式。
讚來歌
召喚自己在心中描繪的招喚對象時所詠唱的用「瑟拉菲諾音語」寫成的詩。能夠開放名詠門。
名詠生物
用名詠召喚出的生物，主要用來戰鬥與搬運。使用「第一音階名詠」召喚出來的生物稱為「真精」，是各種顏色的支配級生物。其他級別的名詠生物一般稱為精命。
反唱
將名詠物送還的術式，詠唱時須以觸媒碰觸名詠物，也因此出現專門處理危險性較高之名詠生物的團體「祓名民」。
孵石
於第一集中首次出現，被稱為「終極觸媒」。光是碰觸便會自動進行名詠。
後罪
使用過後的觸媒被稱為後罪。使用後罪會升高名詠的難度。
兩階式名詠式
先以一般觸媒名詠出名詠物，再以名詠出的名詠物當觸媒進一步名詠，都可名詠出更強大的名詠生物，無韻式讚來歌的真精都是使用兩階式名詠式。

### 地區、團體
艾爾法多名詠學舍
凱因茲、伊芙瑪麗等五人小時候所就讀的名詠學校。多雷米亞學院的前身。
多雷米亞學院
多雷米亞天立研究所附屬名詠專修學校，前身為凱因茲、伊芙瑪麗所就讀的艾爾法多名詠學舍。
庫露耶露等人所就讀的名詠學校。
凱爾貝爾克研究所
莎莉娜露華所屬的研究所。
吉爾名詠學社
祓名民
本書世界中的特殊職業，由於送還失控名詠生物具危險性，因此他們使用前端鑲有觸媒的「袚戈」進行反唱，逐漸成為應對這種情況的專家。此職業為世襲制，因此人數並不多，與需求量成反比。

### 名詠生物
紅色名詠(Keinez)
- 真精－黎明的神鳥(黎明の神鳥)
  - 無韻式讚來歌的真精種類，觸媒可用血液、孤挺花（兩階式名詠式）。有著美麗閃爍羽毛的巨大雌鳥，在真精中也屬於幻想程度極高，也被稱為夢幻的真精。
- 真精—卡鲁拉　鲜血沸騰者  Calra -l- Qhaonis Lecie（卡鲁拉・露・卡歐尼斯・雷杰）
卡鲁拉 悲哀的赤病冬公主  Calra -l- Bediws Leo Lecie（卡鲁拉・露・威迪维斯・雷杰）
  - 無韻式讚來歌的真精種類，觸媒為血(先用血產生名詠門再用血使名詠門擴大來招喚真精)，五隻為一體的真精，五色名詠中最古老且最強大的真精，因本身力量太過強大，甚至會影響名詠士，讓名詠士染上熱病。
- 小型精命—食火鳥
- 小型精命—火焰蜥蜴
- 小型精命—紅獅子
- 熱妖精
  - 紅色名詠的第三音階，就持續光源來說，在為數眾多的名詠生物當中也屬格外著名的種類。
- 熱羽蝶
- 炎鱗的蜥蜴
- 赤岩像
- 其他
  - 例如火、鮮紅的羽毛、紅花、紅鳥、紅光

藍色名詠(Ruguz)
- 真精—水蛇（ヒドラ）
  - 藍色名詠的第一音階名詠生物，型態為擁有九個頭顱的大蛇。
- 真精—大海蛇
  - 無韻式讚來歌的真精種類，必須在平均溫度以下才可名詠、擁有一定水量才能生存，觸媒為冰(兩階式名詠式)。
- 小型精命—冰狼
- 小型精命—水妖精
- 其他
  - 例如冰、水、藍花、藍光

黃色名詠(Surisuz)
- 真精—雷鳥
  - 無韻式讚來歌的真精種類，觸媒為擬光蟲(兩階式名詠式)。
- 電妖精
- 擬光蟲
- 硫黃獸
  - 黃色獅子，能發出毒氣
- 黃色的小龍
  - 能發出有誘發睡意的花粉
- 巨岩像
- 其他
  - 例如黃金、黃砂、黃花、黃光

綠色名詠(Beorc)
- 真精—疾龍
- 真精—綠翼蛇
- 小型精命—綠風妖精
- 音響鳥
- 音響蝶
- 奇美拉
- 其他
  - 例如昆蟲、青蛙、綠葉、綠光

白色名詠(Arzus)
- 天馬（ペガサス）
  - 背上有一對羽翼的白馬。
- 獨角馬（ユニコーン）
- 光妖精
- 其他
  - 白光、白花、毛毛蟲

夜色名詠(Ezel)
- 真精—〈起始之女—夏娃〉
  - 觸媒—夜色之炎
  - 連奏式讚來歌，實體則是夜色的創造者伊芙瑪麗本身化作的真精，外形為渾身夜色的少女形象。
- 真精— 〈敵對者—阿瑪迪斯〉Armadeus(牙剥く者)(實為觸媒—阿瑪迪斯之牙)
- 小型精命—所羅門之鑰七十二柱(ゲーティア七十二柱)；
  - 夜色名詠中屬于第二音階名詠的名詠生物
  - 佛卡洛（Focalor）
    - 典故為所羅門之鑰七十二柱其一的惡魔，為第41鑰,外形為有著濡濕羽毛顏色翅膀的獅鷲獸。

  - 比利士（Berith）
    - 典故為所羅門之鑰七十二柱其一的惡魔，為第28鑰,外形為騎著紅色戰馬，有著純黑色鎧甲與長槍的騎士。
- 其他
  - 例如黑煙、瀝青、烏鴉、黑蛇、黑馬、黑玫瑰、獵犬、蝙蝠等

灰色名詠(Isa)
- 真精—〈敗者之王(灰者之王)－拉斯提海特〉
  - 觸媒—所愛者的石像(因而被米修達爾稱為敗者之王)，或犧牲自己。
- 真精— 〈王之劍－十二銀盤的王劍者〉sterei efflectis Ezehyt(十二銀盤の王剣者)輔佐王的孩子
  - 凱爾貝爾克研究所最後的陷阱，灰色名詠的真精。
  - 位於王右邊輔助的灰者。王的左邊是另一位灰者。
- 真精—〈王之盾－十二銀盤的王盾者〉王守護的孩子
- 小型精命—輔助王之子〈arsei lefis〉(王に傅く子)
  - 灰色名詠中第二音階的小型精命。
- 雙劍者
  - 灰色名詠中第二音階的小型精命。
- 石像怪
- 石龍子
  - 能把人石化的名詠生物
- 鳥人石像
- 灰色的蜥蜴
- 其他—灰燼、岩石

空白名詠(Wirl)
- 小型精命—空白者(米克維克斯的感官)

虹色名詠(Heckt)
- 虹色蝴蝶
- 虹雪
- 虹光

- 豐盈的嘖色之蛇
  - 五頭、五色的水蛇，有真精的實力

## 出版書籍
| 出版順序                                  | 出版順序 | 日版標題 | 中文版翻譯                              | ISBN（日）             | ISBN（台/港）          | ISBN（中）             | 出版日期（日） | 出版日期（台/港） | 出版日期（中） |
| ----------------------------------------- | -------- | -------- | --------------------------------------- | ---------------------- | ---------------------- | ---------------------- | -------------- | ----------------- | -------------- |
| 第 一 樂 章 ﹁ 始 音 ﹂                   | 第1冊    |          | 黃昏色的詠使 1 夏娃在黎明時微笑         | ISBN 978-482-911-880-1 | ISBN 978-986-174-650-0 | ISBN 978-7-5356-4716-0 | 2007年1月20日  | 2008年4月16日     | 2011年9月20日  |
| 第 一 樂 章 ﹁ 始 音 ﹂                   | 第2冊    |          | 黃昏色的詠使 2 詠唱少女將往何方         | ISBN 978-482-911-918-1 | ISBN 978-986-174-755-2 | ISBN 978-7-5356-4789-4 | 2007年5月19日  | 2008年7月9日      | 2011年10月20日 |
| 第 一 樂 章 ﹁ 始 音 ﹂                   | 第3冊    |          | 黃昏色的詠使 3 敗者之王高唱阿瑪迪斯之詩 | ISBN 978-482-911-941-9 | ISBN 978-986-174-880-1 | ISBN 978-7-5356-5076-4 | 2007年7月20日  | 2008年11月4日     | 2012年2月5日   |
| 第 一 樂 章 ﹁ 始 音 ﹂                   | 第4冊    |          | 黃昏色的詠使 4 舞動的世界、夏娃的調音   | ISBN 978-482-911-976-1 | ISBN 978-986-174-952-5 | ISBN 978-7-5356-5181-5 | 2007年11月20日 | 2009年1月22日     | 2012年4月5日   |
| 第 一 樂 章 ﹁ 始 音 ﹂                   | 第5冊    |          | 黃昏色的詠使 5 夢見所有歌曲的孩子們     | ISBN 978-482-913-260-9 | ISBN 978-986-237-040-7 | ISBN 978-7-5356-5366-6 | 2008年2月20日  | 2009年3月19日     | 2012年6月20日  |
| 第 一 樂 章 ﹁ 始 音 ﹂                   | 第6冊    |          | 黃昏色的詠使 6 蕭的福音於焉降臨         | ISBN 978-482-913-276-0 | ISBN 978-986-237-092-6 | ISBN 978-7-5356-5741-1 | 2008年4月19日  | 2009年5月27日     | 2012年11月20日 |
| 第 二 樂 章 ﹁ 你 有 如 微 笑 般 哭 泣 ﹂ | 第7冊    |          | 黃昏色的詠使 7 新約之門、米克瓦的洗禮   | ISBN 978-482-913-317-0 | ISBN 978-986-237-215-9 | ISBN 978-7-5356-5897-5 | 2008年8月20日  | 2009年8月14日     | 2013年1月5日   |
| 第 二 樂 章 ﹁ 你 有 如 微 笑 般 哭 泣 ﹂ | 第8冊    |          | 黃昏色的詠使 8 莉莉絲向百億顆星星祈禱   | ISBN 978-482-913-357-6 | ISBN 978-986-237-396-5 | ISBN 978-7-5356-6037-4 | 2008年12月20日 | 2009年11月19日    | 2013年3月5日   |
| 第 二 樂 章 ﹁ 你 有 如 微 笑 般 哭 泣 ﹂ | 第9冊    |          | 黃昏色的詠使 9 索菲亞懷抱歌、羈絆及淚水 | ISBN 978-482-913-381-1 | ISBN 978-986-237-459-7 | ISBN 978-7-5356-6283-5 | 2009年3月20日  | 2010年1月28日     | 2013年7月20日  |
| 第 二 樂 章 ﹁ 你 有 如 微 笑 般 哭 泣 ﹂ | 第10冊   |          | 黃昏色的詠使 10 黎明色的詠使            | ISBN 978-482-913-434-4 | ISBN 978-986-237-598-3 | ISBN 978-7-5356-6698-7 | 2009年8月20日  | 2010年4月30日     | 2014年1月5日   |

## 外部連結
- 作者個人網站 （日語）
- 作者的網誌 （页面存档备份，存于）（日語）